# Craon, Vienne
Craon är en kommun i departementet Vienne i regionen Nouvelle-Aquitaine i västra Frankrike. Kommunen ligger i kantonen Moncontour som tillhör arrondissementet Châtellerault. År 2022 hade Craon 183 invånare.

## Befolkningsutveckling
Antalet invånare i kommunen Craon
| Referens: INSEE |